# Natan Donadon
Natan Donadon (Porecatu, 27 de julho de 1967) é um funcionário público e político brasileiro.

## Dados biográficos
Filho de Marcos Donadon e Delfina Batista Donadon. Funcionário público, iniciou a carreira política após as eleições de 1992 quando seu irmão, Melkisedeque Donadon, foi eleito prefeito de Colorado do Oeste pelo PSC e o nomeou Secretário Municipal de Finanças, cargo onde ficou até que outro irmão, Antônio Donadon, foi eleito deputado estadual e o levou em 1995 à diretoria financeira da Assembleia Legislativa de Rondônia.
Derrotado ao buscar um mandato de deputado federal por Rondônia em 1998, repetiu a candidatura pelo PMDB em 2002 ficando na primeira suplência. Foi efetivado após as eleições de 2004 quando Confúcio Moura conquistou a prefeitura de Ariquemes e reeleito em 2006, todavia renunciou em 27 de outubro de 2010 para escapar de processos judiciais, mas não sem antes garantir um novo mandato naquele ano.

## Prisão
Em 2010 foi condenado a 13 anos, 4 meses e 10 dias prisão em regime fechado pelo Supremo Tribunal Federal por peculato e formação de quadrilha. Após aguardar o julgamento dos recursos em liberdade, teve a prisão decretada em 26 de junho de 2013. Dois dias depois tornou-se o primeiro deputado em exercício, desde a Constituição de 1988, a ser preso por ordem do Supremo Tribunal Federal. Cumpriu pena no Complexo Penitenciário da Papuda, no Distrito Federal, até a concessão de indulto natalino pelo ex-presidente Michel Temer, conforme reconheceu o STF em outubro de 2019. 

## Cassação
Com o mandado de prisão expedido pela corte, a Câmara dos Deputados iniciou o processo de cassação de mandato do deputado que foi expulso sumariamente do PMDB.
Em 28 de agosto de 2013, o parecer do deputado Sergio Zveiter pedia a cassação do mandato de Donadon. Este compareceu ao plenário para defender-se, e negou todas as acusações. Em votação secreta, o plenário da Câmara dos Deputados rejeitou o parecer. Foram 233 votos a favor da cassação, 131 pela absolvição e 41 se abstiveram, num total de 405 deputados. Eram necessários, no mínimo, 257 votos para a aprovação do parecer. Um dia após a votação, o presidente da casa, Henrique Eduardo Alves afastou Natan Donadon do cargo e deu posse a seu suplente, o ex-senador Amir Lando. Desde julho a Câmara já havia interrompido o pagamento de seus vencimentos, verba de gabinete e direito de uso de apartamento funcional.

### Desdobramentos
Diante da repercussão bastante negativa na opinião pública, a discussão do fim de votação secreta no Congresso Nacional foi impulsionada.
Em 2 de setembro de 2013, em ação judicial impetrada pelo PSDB ao Supremo Tribunal Federal, pedia a anulação da sessão de votação que manteve o mandato de Donadon. O pedido foi aceito pelo ministro Luís Roberto Barroso.

### Nova votação de cassação do mandato
Uma nova votação de pedido de cassação de seu mandato na Câmara dos Deputados, ocorrida em 12 de fevereiro de 2014, foi aprovado por 467 votos favoráveis e 1 abstenção. Foi a primeira vez que um processo de cassação de mandato no país foi decidida em voto aberto em Plenário. Donadon esteve presente na votação mas não se pronunciou.